# Butembo
Butembo   este un oraș  în  partea de est a Republicii Democrate Congo, în  provincia  Nord-Kivu, la vest de Parcul Național Virunga.